# Чогодарівський заказник
Чогода́рівський зака́зник (раніше — Чегодарський) — ландшафтний заказник (раніше — ентомологічний) місцевого значення в Україні. Розташований у Березівському районі Одеської області, поблизу села Чогодарівка. 
Площа 46,65 га. Створений у 1983 року під назвою «Чегодарський» на землях колгоспу «Шлях до комунізму» (нині — ТОВ «Нива») для охорони місця оселення диких бджіл-запилювачів та ділянки насінників багаторічних трав. Заказник створено за рішенням облвиконкому від 03.12.1983 року № 682, перезатверджено рішенням Одеської обласної ради від 14.11.2008 року № 665-V. Межі заказника регламентуються рішенням Одеської обласної ради від 14.10.2008 року № 665-V. Перебуває у віданні ДП «Ширяївське лісове господарство». 
Згідно з даними екологічного обстеження 2003 року на території заказника не виявлено поселень диких бджіл та функціонуючої ділянки насінників баготорічних трав. Територія заказника виглядає як сільгоспугіддя (рілля), на яких припинилася обробка ґрунтів майже десятиріччя тому. На території заказника не знайдено запилювачів, інших цінних видів комах, цінних видів диких рослин тощо.
У 2008 році категорію заказника змінено на ландшафтний, збільшено площу, назву змінено на «Чогодарівський». 